# Lachnopterus
Lachnopterus is een kevergeslacht uit de familie van de boktorren (Cerambycidae). De wetenschappelijke naam van het geslacht werd voor het eerst geldig gepubliceerd in 1864 door Thomson.

## Soorten
Lachnopterus omvat de volgende soorten:
- Lachnopterus argenteomaculatus Hayashi, 1982
- Lachnopterus atrofrigidus Hayashi, 1994
- Lachnopterus auripennis (Newman, 1842)
- Lachnopterus socius Gahan, 1891